# 唐橋姪子
唐橋 姪子（からはし めいこ、寛政8年（1796年） - 明治14年（1881年））は、江戸時代（幕末）の女性。九条尚忠の妾のちに正室。唐橋在煕の養女。

## 経歴
寛政8年、北野天満宮社僧・松梅院禅泰の長女として誕生、禅泰室文子の兄、唐橋在煕の養女となる。養母は萩原静子の大叔母・吉田高子。2歳年下の九条尚忠の妾、のちに正室となる。夫の関白就任後は北政所と呼ばれるようになる。
和宮降嫁に尚忠が賛成していた為、姪子もつらい状況にあった。明治4年（1871年）に尚忠が死去した後は出家し、寿香院を名乗る。明治14年（1881年）に死去。墓所は京都市東山区東福寺。